# Ярошевиці
Ярошевиці (пол. Jaroszewice) — село в Польщі, у гміні Белжиці Люблінського повіту Люблінського воєводства.
Населення — 421 особа (2011).

## Демографія
Демографічна структура станом на 31 березня 2011 року:
|          | Загалом | Допрацездатний вік | Працездатний вік | Постпрацездатний вік |
| -------- | ------- | ------------------ | ---------------- | -------------------- |
| Чоловіки | 205     | 46                 | 139              | 20                   |
| Жінки    | 216     | 43                 | 123              | 50                   |
| Разом    | 421     | 89                 | 262              | 70                   |